# Yanggakdohotel

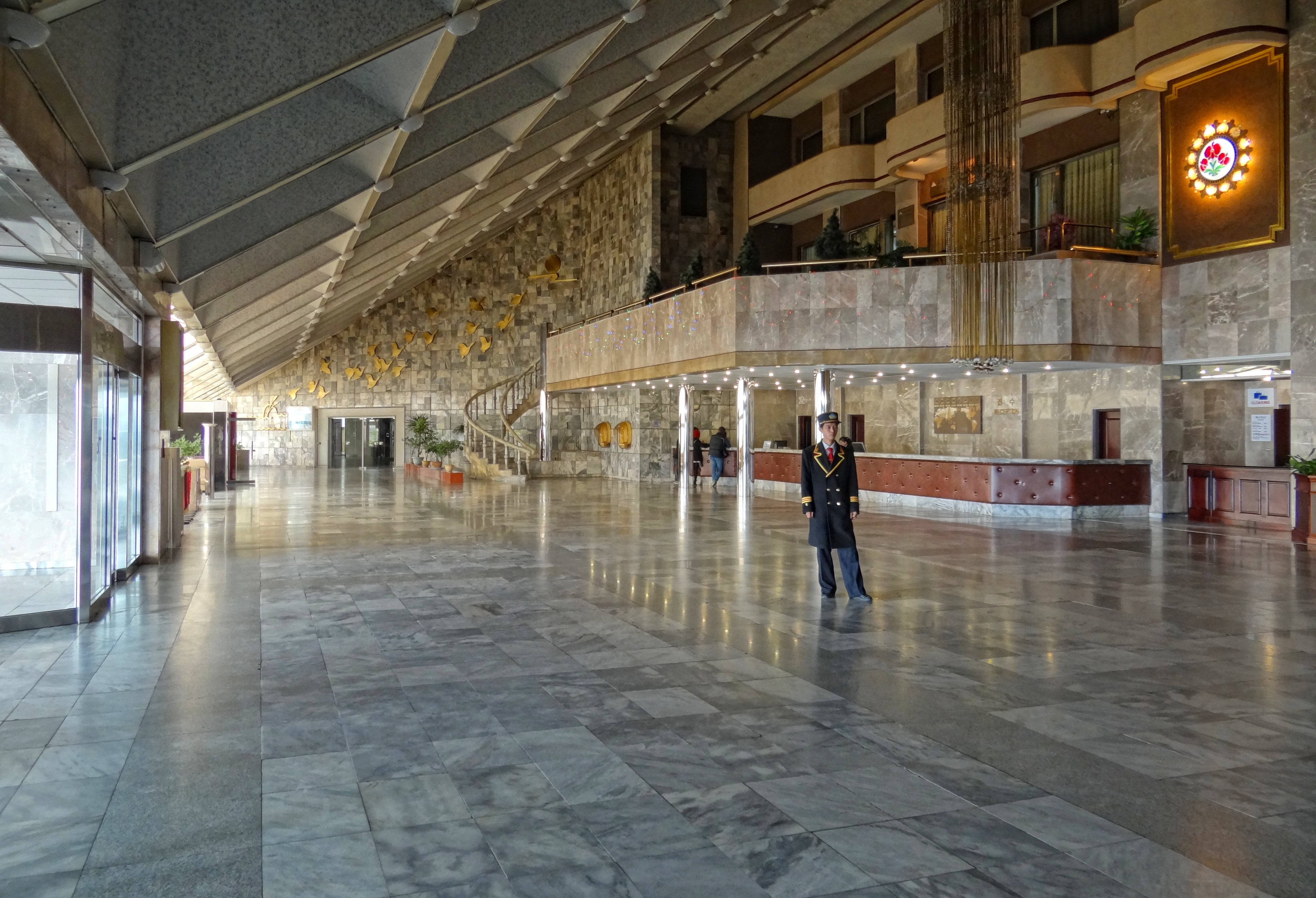
De hotel lobby (2014)

Het Yanggakdo International Hotel (Koreaans: 양각도국제호텔, Yanggakdo Gukje Hotel) is een van de grootste hotels en het op een na grootste gebouw in Noord-Korea, na het niet afgebouwde Ryugyonghotel.
Het hotel bevindt zich op Yanggak, een eiland twee kilometer ten zuidoosten van het centrum van Pyongyang. Het is 170 meter hoog en heeft een draaiend restaurant op de 47e verdieping. Van het hotel wordt gezegd dat het 1000 kamers en een totale oppervlakte van 87.870 m ²heeft. Het bouwwerk werd gebouwd tussen 1986 en 1992 door het Franse VINCI SA en opende zijn deuren in 1995.
Naast het restaurant op de 47e verdieping geeft de hotelgids aan te beschikken over nog vier restaurants op de 2e verdieping. Verder bevat de kelder van het hotel nog een bowlingbaan, een zwembad, een kapperszaak, een biljartlokaal, een casino en een massagesalon.
De vijfde verdieping is verboden terrein voor hotelgasten.